# Nope
Nope ist ein US-amerikanischer Spielfilm von Jordan Peele aus dem Jahr 2022. Das genreübergreifende Werk nimmt Anleihen beim Western, Horror- und Science-Fiction-Film sowie bei der Satire. Es erzählt von zwei erwachsenen, afroamerikanischen Geschwistern, die auf einer abgelegenen Pferde-Ranch leben und dort Zeugen einer mysteriösen Erscheinung am Himmel werden. In der Folge versuchen sie mit Hilfe von Videokameras zu beweisen, dass es sich bei dem gefährlichen Objekt um ein UFO handelt. Die Hauptrollen übernahmen Daniel Kaluuya und Keke Palmer sowie Steven Yeun. Die Filmkritik äußerte sich überwiegend positiv über Peeles Film und verglich diesen mit Werken Steven Spielbergs, unter anderem wiederholt mit Unheimliche Begegnung der dritten Art (1977). Der Science-Fiction-Film hatte dem afroamerikanischen Regisseur, Drehbuchautor und Filmproduzenten mit als Inspiration gedient.
Der Kinostart in den USA erfolgte am 22. Juli 2022. Der Verleih in Deutschland erfolgt seit dem 11. August 2022.

## Handlung
Der eigenbrötlerische Otis Jr. Haywood, genannt „OJ“, ist Pferdezüchter. Er betreibt gemeinsam mit seiner extrovertierten jüngeren Schwester Emerald die Ranch Haywood Hollywood Horses in einem kargen Tal im kalifornischen Santa Clarita Valley. Sie trainieren als einzige Afroamerikaner Pferde für Film- und Fernsehproduktionen. Beide sehen sich als Nachfahren des namenlosen schwarzen Jockeys, der in einem bahnbrechenden Bewegtbild von Eadweard Muybridge aus dem späten 19. Jahrhundert auftaucht. Ihr Vater Otis Sr. ist ein halbes Jahr zuvor bei einem merkwürdigen Unfall auf der Ranch ums Leben gekommen. Während er gen Himmel blickte, wurde sein Augapfel von einer rasant zur Erde stürzenden Fünf-Cent-Münze durchbohrt. Gleichzeitig wurde die Flanke des Schimmels, auf dem er saß, von einem spitzen Haustürschlüssel getroffen. Der Vorfall wird als Unfall mit aus einem Flugzeug herabfallenden Gegenständen eingestuft. OJ, der Augenzeuge wurde, entschied sich dazu, die verhängnisvolle Münze zu behalten. Mittlerweile trägt er sich mit dem Gedanken, die Ranch zu verkaufen.
Mit der Zeit nehmen OJ und Emerald seltsame Dinge auf ihrer Ranch wahr. Der Strom und Handys beginnen plötzlich auszufallen. Eine mysteriöse Wolke lauert am Horizont und merkwürdige Stürme lassen Trümmer vom Himmel regnen. Die Wolke scheint von bestimmten Faktoren angezogen, aber auch abgestoßen zu werden. OJ wird aus seiner Lethargie gerissen und glaubt an ein UFO. Emerald und er nehmen daraufhin die Hilfe des Überwachungstechnikers Angel in Anspruch. Mit Hilfe von Videokameras wollen sie beweisen, dass es sich bei dem scheinbar gefährlichen Objekt tatsächlich um eine fliegende Untertasse handelt. Emerald hofft dabei auf einen großen finanziellen Erfolg und landesweite Bekanntheit in den Medien.
In der Nähe der Haywood-Ranch lebt der rivalisierende Ricky Park, genannt „Jupe“. Seine Karriere als Kinderstar kam 1998 abrupt zum Erliegen, als ein wild gewordener Schimpanse namens „Gordy“ vor einem Live-Studiopublikum zwei seiner Co-Stars zu Tode prügelte. Heute betreibt er den kitschigen Wildwest-Themenpark Jupiter’s Claim in der Wüste, ebenfalls mit Pferden. Auch er wird auf die mysteriösen Vorkommnisse am Himmel aufmerksam. Während einer Vorstellung im Themenpark lockt er das vermeintliche UFO mit einem von den Haywoods gestohlenen Pferd an. Dabei wird er samt seiner Familie sowie sämtlichen Mitarbeitern und Parkbesuchern von dem Phänomen, das tatsächlich ein Lebewesen ist, verschlungen.
Von Emerald kontaktiert und von dem rätselhaften Unglück überzeugt, kommt der berühmte Kameramann Antlers Holst zur Ranch, um Filmaufnahmen vom Himmel mit seiner IMAX-Kamera mit Handkurbel zu drehen. Auch er bemerkt, dass sich die mysteriöse Wolke nicht bewegt. OJ kommt bald zu dem Schluss, dass allen keine Gefahr drohe, sofern man der außerirdischen Erscheinung nicht direkt in den Himmel blicke. Tatsächlich stellt sich im Verlauf der Handlung die Wolke als fliegende, außerirdische Kreatur heraus. An dessen Körperunterseite befindet sich eine Art riesiges Auge, mit dem es wie ein fliegendes Raubtier seine Opfer aufspürt. Erwidern Menschen den Blick und stellen sich dem unheimlichen Flugobjekt selbstbewusst entgegen, werden sie eingesaugt und verschlungen. Die unverdauten Reste der Mahlzeiten, darunter beispielsweise auch die Münze, die OJs und Emeralds Vater tötete, werden alsbald vom UFO-förmigen Wesen wieder ausgeschieden.
Im finalen Kampf gegen die Kreatur, die OJ „Jean Jacket“ getauft hat, verfällt Antlers Holst dem Wahnsinn und lässt sich freiwillig einsaugen, während Angel verletzt wird. Um seine Schwester zu retten, versucht OJ zu Pferd das fliegende Wesen von ihr wegzulocken. Emerald flüchtet zum verlassenen Park Jupiter’s Claim. Dort kann sie mit Hilfe eines „Jupe“ Park nachempfundenen Heißluftballons die Kreatur ablenken. Es saugt den Ballon ein und explodiert kurze Zeit später in der Luft. Zuvor konnte Emerald das Wesen auf ein Foto bannen. Am Ende stellt sie ungläubig fest, dass auch OJ den Angriff überlebt hat.

## Produktion

### Drehbuchentwicklung und Besetzung der Hauptrollen

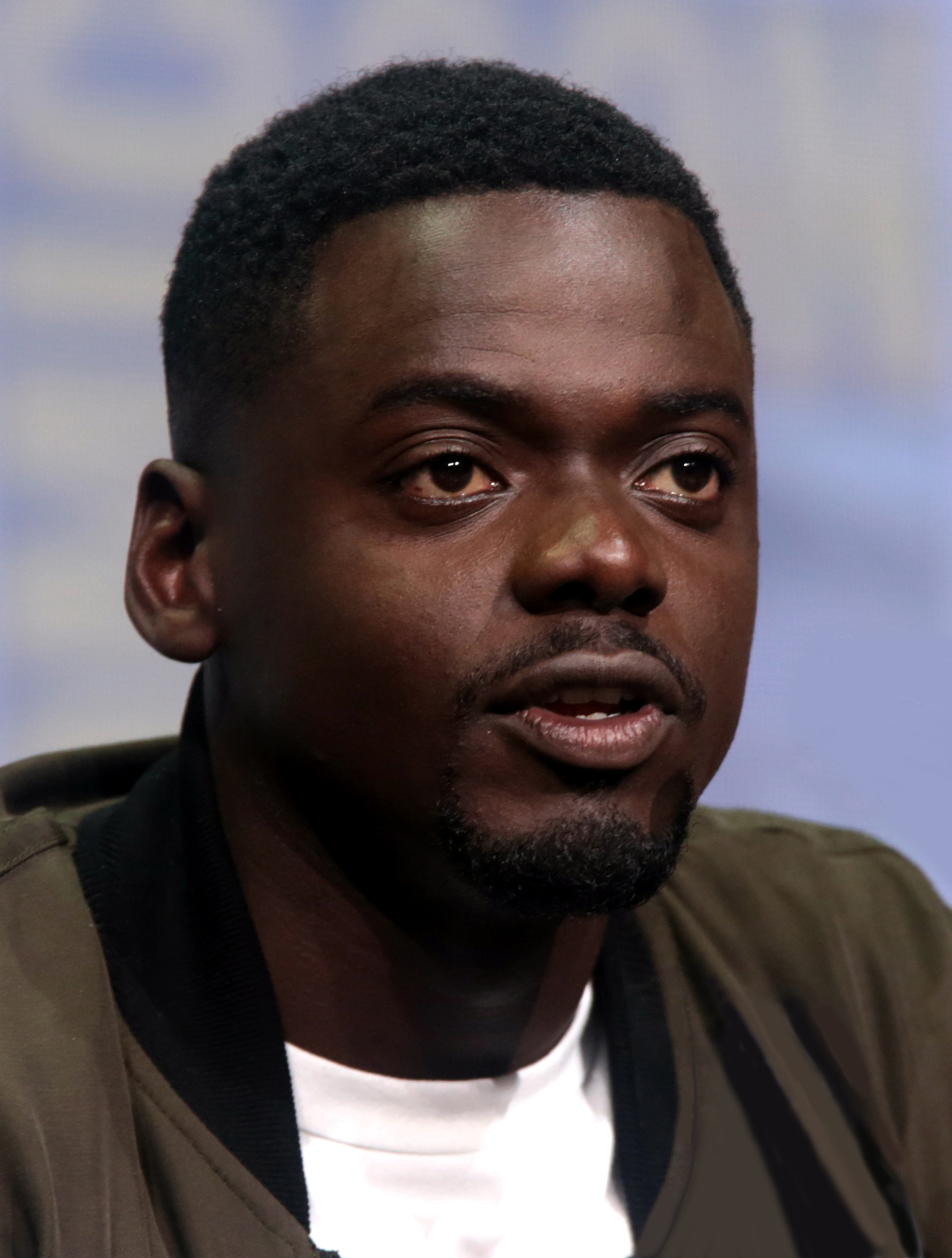
Daniel Kaluuya übernahm im Film die Hauptrolle des „OJ“

Regie führte der Oscar-Preisträger Jordan Peele, der auch das Drehbuch schrieb und den Film mit seiner Firma Monkeypaw Productions produzierte. Bereits beim Verfassen des Skripts hatte er Daniel Kaluuya in der Figur des OJ Haywood im Sinn. Peele hatte den britischen Schauspieler schon in seinem erfolgreichen Regiedebüt Get Out (2017) mit der Hauptrolle betraut. Für die Figur von OJs nach Aufmerksamkeit heischender Schwester Emerald wurde die US-amerikanische Darstellerin Keke Palmer verpflichtet. Sie hatte 2013 in einer Folge von Peeles Sketch-Fernsehserie Key & Peele als wütende Übersetzerin der US-Präsidententochter Malia Obama mitgewirkt. Ursprünglich war für eine weitere Rolle Jesse Plemons vorgesehen, der aber aufgrund von Terminkonflikten mit Martin Scorseses Killers of the Flower Moon das Projekt aufgeben musste. Später wurde der südkoreanisch-US-amerikanische Schauspieler Steven Yeun in der weiteren Hauptrolle des früheren Kinderstars und Themenparkbesitzers Ricky „Jupe“ Park besetzt.
Wie auch sein Zweitwerk Wir (2019) war Nope als weiterer Horrorfilm mit sozialem Kommentar geplant. Peele wurde durch Filme wie King Kong und die weiße Frau (1933) und Steven Spielbergs Jurassic Park (1993) zu Nope inspiriert. Diese Werke würden sich seiner Meinung nach wirklich mit der menschlichen Sucht nach Spektakel und der Präsentation und Monetarisierung davon befassen. Aber auch Arbeiten wie Spielbergs Unheimliche Begegnung der dritten Art oder Der Zauberer von Oz (1939) hätten für das Projekt Pate gestanden. Während der Arbeit am Drehbuch war Peele etwas besorgt über die Zukunft des Kinos. „Das erste, was ich wusste, war, dass ich ein Spektakel schaffen wollte. Ich wollte etwas schaffen, das das Publikum sehen muss“, so Peele. Während der Drehbuchphase trug der Film den Titel Little Green Men, was laut Peele eine gewisse Doppeldeutigkeit in sich birgt. In seinen Filmen gehe es neben dem Menschlichen auch immer um einen menschlichen Fehler.
Die Handlung des Films baut auf einer unbeweglichen Wolke auf. Peele nennt die Schönheit des Himmels fesselnd und bezeichnete sie in einem Interview als „gewissermaßen die ersten Filme“. Hin und wieder hatte er eine einzelne, niedrig hängende Wolke am Himmel bemerkt, die in ihm ein Schwindelgefühl ausgelöst habe. Intuitiv wusste Peele, dass er das Motiv in einen Horrorfilm einsetzen könnte. Er glaubte, es würde die Art und Weise verändern, wie Menschen den Himmel betrachten. Peele gab auch an, dass ihm UFOs immer Angst gemacht hätten. Er bezog dies auf die minimale Form der fliegenden Untertasse, die eigentlich nicht existieren könne oder sich fortbewegen sollte. Ein UFO sei „eine Art Maske“. Die Menschen würden wissen wollen, was sich im Inneren befindet, was laut Peele ein guter „Motor“ für einen Gruselfilm sei.
Der Filmtitel nimmt Bezug auf das einzige panische Wort „nope“, das die Hauptfigur OJ Haywood in Anbetracht der übernatürlichen Vorfälle äußert. Es bedeutet im Englischen umgangssprachlich so viel wie „nö“. Peele entschied sich für den Titel, weil er das Kinopublikum und seine erwarteten Reaktionen auf den Film anerkennen wollte. Nope selbst ist ein warnender Text aus dem alttestamentarischen Buch Nahum vorangestellt, der Gottes drohende Bestrafung der Stadt Ninive beschreibt: „I will cast abominable filth upon you, make you vile and make a spectacle of you“ („Mit Kot bewerfe ich dich, gebe dich der Verachtung preis und mache dich zum Schaustück“).

### Dreharbeiten und Postproduktion
Für die Filmproduktion stand ein Budget von 68 Millionen US-Dollar zur Verfügung.

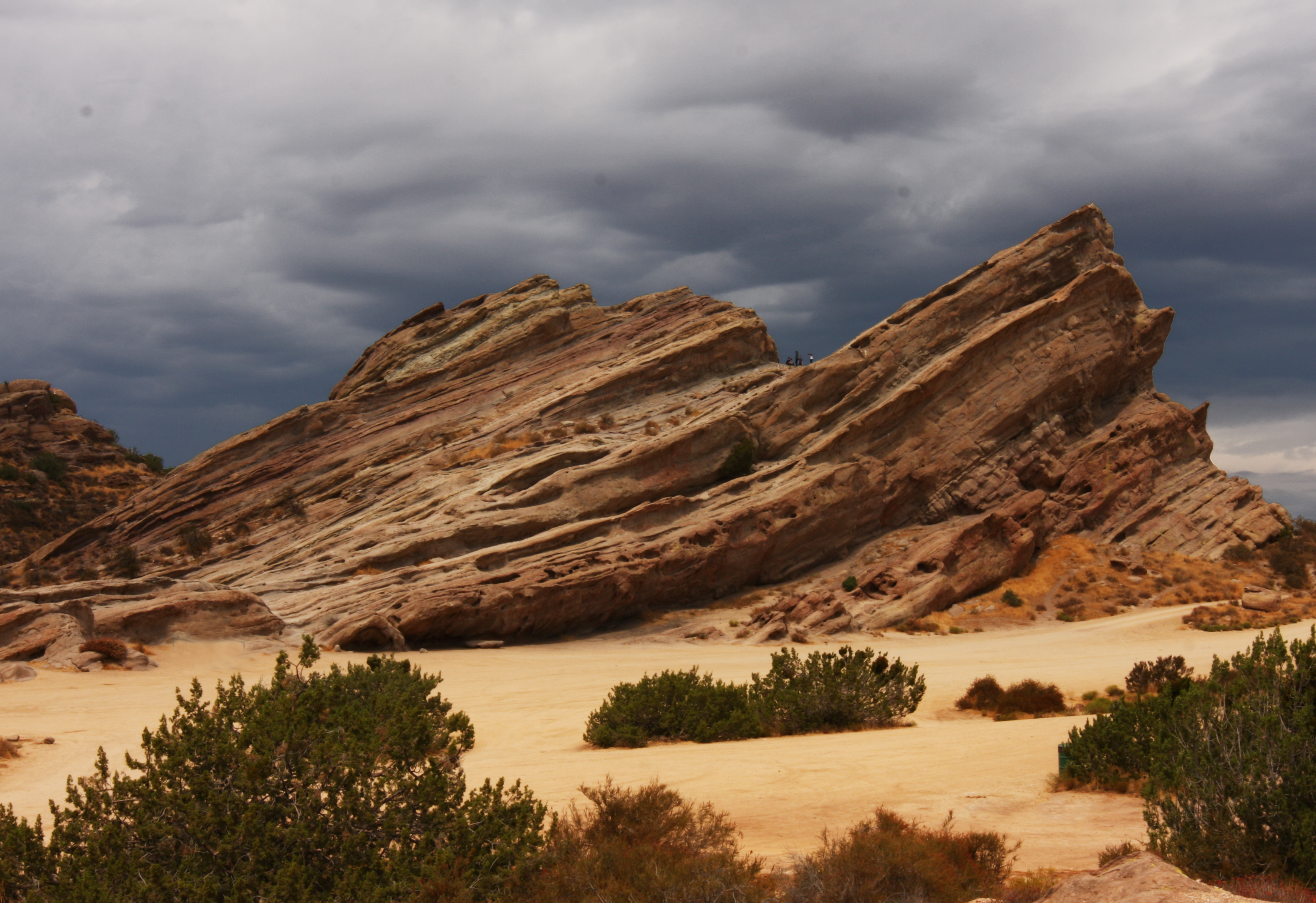
Die Vasquez Rocks nahe Agua Dulce dienten als Drehort

Die Dreharbeiten wurden am 7. Juni 2021 in Los Angeles begonnen und Ende November 2021 beendet. Als Drehort für die Ranchszenen diente das Wüstengebiet in Agua Dulce im Nordwesten des Los Angeles County.

#### Szenenbild
Szenenbildnerin Ruth De Jong hatte bereits zuvor an Wir mitgearbeitet. Peele und sie suchten nach einer bereits bestehenden Westernstadt als Filmkulisse für den Themenpark Jupiter’s Claim. Ihnen wurde aber schnell klar, dass sie aufgrund ihrer Ansprüche – das Filmset musste hyperstilisiert und lächerlich auf die Zuschauer wirken – eigene Kulissen bauen müssten. Nach Rücksprache mit dem Produzenten und Filmstudio studierte De Jong historische Attraktionen in Kalifornien, Montana, Nevada und Arizona. Auch begutachtete sie Filme wie Heaven’s Gate (1980) und Spiel mir das Lied vom Tod (1968) bis hin zu Fernsehserien der 1970er-Jahre, für die eigene Kulissen geschaffen wurden. Jupiter’s Claim sollte als Hommage an die Traditionen des Genres erinnern, aber gleichzeitig auch diese untergraben. De Jong begann mit dem Aufbau typischer Gebäude wie eines Gemischtwarenladens, einer Bank und eines Saloons, wählte jedoch wildere Farben, passte den Maßstab an und kreierte so laut eigenem Bekunden „eine Westernstadt auf LSD“. Sie gestaltete praktische Innenräume und verband tatsächlich wichtige Orte von Jupiter’s Claim geografisch miteinander. Der Themenpark befindet sich in unmittelbarer Nähe der Haywood-Ranch. Der Location Manager Justin Duncan fand das Grundstück für Themenpark und Ranch, die von den Ausläufern der Berge umgeben sind. Dies macht sie anfälliger für die Bedrohungen durch Außerirdische. Zum Kinostart des Films wurde die Kulisse des Themenparks zur Studiotour für Besucher der Universal Studios hinzugefügt. Jupiter’s Claim wurde nachträglich auch als interaktive Website gestaltet.

#### Zusammenarbeit mit Hauptdarstellern

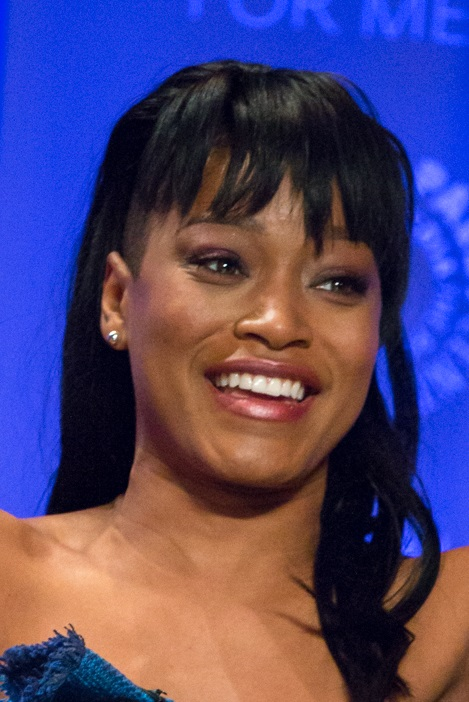
Keke Palmer spielt die Figur der Emerald

Hauptdarsteller Daniel Kaluuya hatte erneut mit Peele zusammenarbeiten wollen. Vor Get Out hatte er aufgrund ausbleibender Angebote darüber nachgedacht, die Filmindustrie zu verlassen. Im Vorfeld der Dreharbeiten zu Nope hatten sie viele Gespräche miteinander geführt. Doch erst am Set erkannte Kaluuya, dass es sich bei Nope um einen Actionfilm handelte. Kaluuya nahm sich daher Bruce Willis als Vorbild, um die Dreharbeiten durchzustehen. Seine Kodarstellerin Keke Palmer wiederum ließ Peele beim Dreh improvisieren. So entstanden beispielsweise von ihrem Anfangsmonolog in der Studiokulisse vor einem Filmteam 14 Takes. Palmer selbst hatte Angst vor dem Dreh des Monologs gehabt, da dieser am Ende eines Drehtags terminiert war und deshalb unter Zeitdruck stattfand. Später lobte Peele sie für ihren Einsatz.

#### Kameraarbeit
Als Kameramann fungierte Hoyte van Hoytema. Er verwendete für die Actionsequenzen mit dem UFO großformatige IMAX-Kameras, gemeinsam mit Linsen des Panavision-Systems 65 für die restlichen Szenen und 65-mm-Film von Kodak. Es handelt sich um den ersten Horrorfilm, bei dem er das IMAX-Format anwandte. Der niederländische Kameramann und Peele hatten bereits seit einiger Zeit gemeinsam zusammenarbeiten wollen. Laut van Hoytema plante der Regisseur „etwas Weitläufigeres, etwas Größeres und etwas Instinktiveres als zuvor“. Das Drehbuch stellte den Kameramann vor viele visuelle Herausforderungen. Auch bauten sie die IMAX MkWW mit Handkurbel, die Michael Wincott in der Rolle des Antlers Holst im Film bedient. Sie ist als Referenz für die IMAX-Weltraumdokumentationen aus den 1980er-Jahren gedacht, darunter der Kurzfilm The Dream is Alive (1985). Eigenen Angaben zufolge ging van Hoytema im Vergleich zu früheren Arbeiten wie dem Kriegsdrama Dunkirk (2017) oder dem Actionfilm Tenet (2020) noch weiter. So führte er die sperrige Kamera auf der Schulter und ließ sie an Hubschraubern montieren. Insgesamt entstand IMAX-Material mit einer Länge von 47 Minuten, das sich hauptsächlich auf die Angriffe der Außerirdischen konzentriert. Dabei konnte van Hoytema auf Peeles freie Herangehensweise bauen: „Man denkt fast, dass ihm [Peele] das Genre egal ist. Er agiert aus dem Bauch heraus und landet dann bei diesen verschiedenen Genres. Es gibt viele Easter Eggs und Parallelen.“ Auch würden die IMAX-Sequenzen den Film zusammenhalten. Als sehr emotionalen Moment bezeichnete van Hoytema die voyeuristische und an Hitchcock erinnernde Kameraführung beim Massaker des Schimpansen im Fernsehstudio. In der Sequenz überblickt der Zuschauer erst das Chaos, ehe er auf das Gesicht eines verängstigten Kindes blickt.

#### Gestaltung der außerirdischen Lebensform

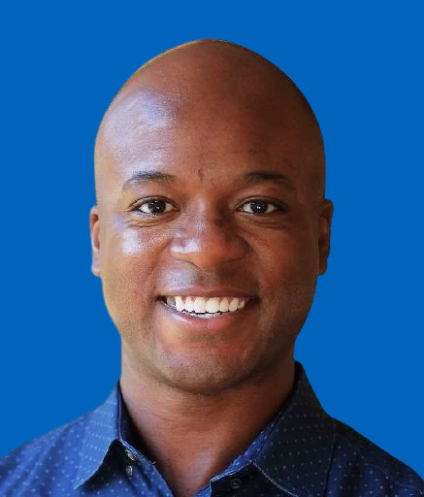
John Dabiri war maßgeblich an der Gestaltung des außerirdischen Wesens beteiligt

Für die Entwicklung der fliegenden außerirdischen Lebensform erhielt Jordan Peele Unterstützung von dem nigerianisch-amerikanischen Luft- und Raumfahrttechniker John Dabiri, Inhaber eines Lehrstuhls am California Institute of Technology (Caltech). Dabei wurde Dabiri von Meereslebewesen wie Tintenfischen oder Quallen inspiriert. Ursprünglich drehte Peele auch eine Szene, die die Ursprungsgeschichte des Wesens behandelt, das später von der Hauptfigur OJ den Namen „Jean Jacket“ erhält. Diese Szene schaffte es aber nicht in die finale Schnittfassung. Dabiri gab an, diese Szene könne dazu beitragen, zu verstehen, woher das Objekt stammt und wie es funktioniert.
Laut einiger Produktionsnotizen wurde „Jean Jacket“ von den antagonistischen Engeln der Anime-Serie Neon Genesis Evangelion inspiriert.

#### Motive von Muybridge und Poitier

Eadweard Muybridge Fotostudie (1887)

Der Film wird mit der von Eadweard Muybridge 1887 kreierten Fotostudie Animal Locomotion über einen afroamerikanischen Jockey auf einem Pferd eröffnet. Sie gilt als eines der ersten Bewegtbilder. Doch während der Name des Pferdes und seines Besitzers bekannt sind, wurde der Name des Jockeys nicht vermerkt. Auch ist ein Plakat des Films Der Weg der Verdammten (1972) in Nope zu sehen. Das Regiedebüt des afroamerikanischen Schauspielers Sidney Poitier handelt von ehemaligen Sklaven aus den Südstaaten, die sich nach dem Sezessionskrieg nach Colorado durchschlagen, um sich dort als freie Bauern anzusiedeln. Laut Peele sei es seiner Kenntnis nach der erste Film, in dem schwarze Cowboys auftreten.

### Filmmusik, Marketing und Veröffentlichung
Wie bei Get Out und Wir komponierte Michael Abels die Filmmusik. Das Soundtrack-Album mit insgesamt 34 Musikstücken wurde am 22. Juli 2022 von Back Lot Music als Download veröffentlicht.
Mitte Februar 2022 wurde der erste Trailer vorgestellt. Premiere feierte der Film am 18. Juli 2022 im TCL Chinese Theatre.
Dem im Film auftauchenden Themenpark Jupiter’s Claim der Filmfigur Ricky „Jupe“ Park wurde Anfang Juli 2022 eine interaktive Website mit verschiedenen Spielen und Easter Eggs gewidmet.
Der Start in den US-Kinos im Verleih von Universal Pictures fand am 22. Juli 2022 statt. Die Deutschlandpremiere erfolgte am 26. Juli 2022 in Anwesenheit der Hauptdarsteller Keke Palmer und Daniel Kaluuya im Berliner Zoo Palast. Ab 11. August 2022 war der Film in den deutschen Kinos zu sehen.

## Rezeption

### Altersfreigabe
In den USA erhielt der Film von der MPAA ein R-Rating, was einer Freigabe ab 17 Jahren entspricht. In Deutschland wurde der Film, anders als die beiden Vorgängerfilme Get Out und Wir, die eine FSK-16-Freigabe erhielten, von der FSK ab 12 Jahren freigegeben. In der Freigabebegründung heißt es, der Film sei über weite Strecken ruhig inszeniert, bevor im letzten Drittel die Dramatik deutlich zunehme und es zu einigen unheimlichen Szenen und Schockmomenten komme.

### Einspielergebnis
Die weltweiten Einnahmen des Films aus Kinovorführungen belaufen sich auf über 171 Millionen US-Dollar. Am Startwochenende beliefen sich die Kinokartenverkäufe in den USA auf 41 Millionen US-Dollar. Dies war der beste Einstand einer verfilmten Originalgeschichte und Nicht-Franchise-Produktion seit Beginn der COVID-19-Pandemie.

### Kritiken

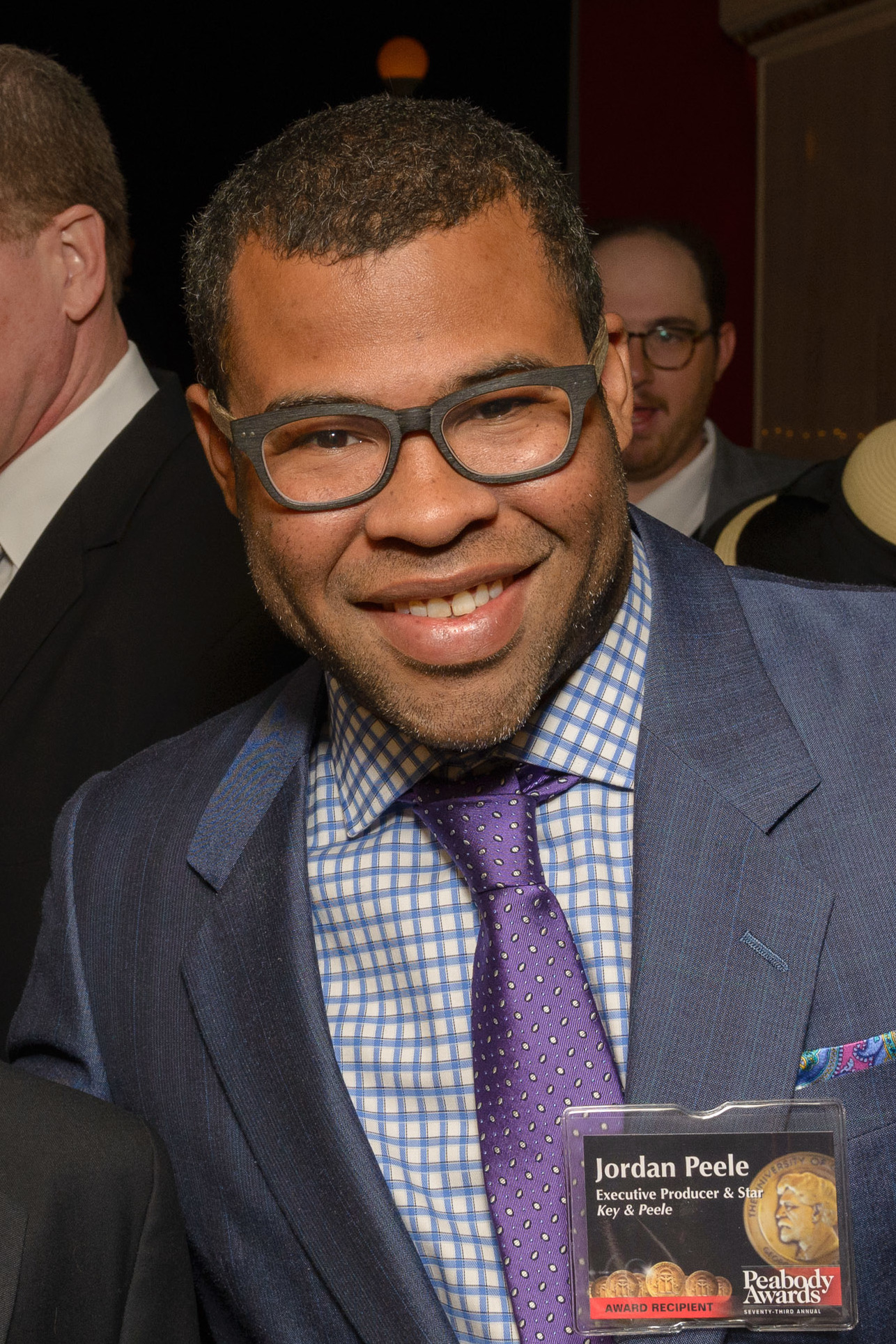
Regisseur, Drehbuchautor und Filmproduzent Jordan Peele (2014)

Von den bei Rotten Tomatoes aufgeführten mehr als 400 Kritiken sind 82 Prozent positiv. Das Fazit der Website lautet, dass Nope „bewundernswert für seine Originalität und seinen Ehrgeiz“ sei, „selbst wenn seine Reichweite sein Fassungsvermögen“ übersteige. Der Film füge „dem wachsenden Arsenal von Jordan Peele ein Spielberg’sches Spektakel hinzu“. Wiederholt verglichen Kritiker den Film mit Steven Spielbergs Unheimliche Begegnung der dritten Art. Auf der Website Metacritic erhielt Nope eine Bewertung von 77 Prozent, basierend auf mehr als 60 ausgewerteten englischsprachigen Kritiken. Kritische Stimmen bemängelten die Qualität des Drehbuchs. So sei die Handlung überfrachtet und enthalte logische Fehler, während die Figuren eher oberflächlich gezeichnet seien.

#### USA und Vereinigtes Königreich
David Ehrlich (IndieWire) gab dem Film die Schulnote „A-“ (deutsches Schulsystem: 1-). Peele habe erstmals mit passendem finanziellen Budget „ein wahres Blockbuster-Spektakel“ geschaffen. Nope sei ein „Traktorstrahl von einem Film“, dessen Zielpublikum die Menschen seien, die die Terroranschläge am 11. September 2001 so oft im amerikanischen Netzwerkfernsehen gesehen hätten, dass das Ereignis für sie jede wörtliche Bedeutung verloren habe. Zwar sei das Werk weniger „intensiv metaphorisch“ als Peeles vorangegangene Arbeiten Get Out und Wir, doch befriedige Nope „unseren morbiden Appetit auf neue Schrecken besser als jedes Multiplex-Angebot seit Jahren, aber nur, damit es sich von unserer fatalen Unfähigkeit, den Blick von ihnen abzuwenden“, ernähre. Auch sei es der am wenigsten konfrontative Film, den Peele bisher realisiert habe. Die Gesellschaftskritik sei „bis an den Rand der Abstraktion zerstreut“. Aus dem Schauspielensemble hob Ehrlich Steven Yeun für seine schmierige Rolle des Ricky „Jupe“ Park hervor sowie die Kamera von Hoyte van Hoytema, das Alien-Design und das wiederholt verwendete Motiv von Daniel Kaluuyas Augen.
A. O. Scott (The New York Times) verortete den Film genreübergreifend zwischen Western, Horrorfilm, Science-Fiction und Satire. Nope könne die Erwartungen von Peeles vorangegangenen Werken erfüllen, auch wenn der Film „weniger polemisch zugespitzt“ daherkomme und „einem konventionelleren Erzählpfad“ folge. Dies könne manchen Zuschauer enttäuschen. Einige Sequenzen erinnerten den Kritiker an Werke Alfred Hitchcocks, Steven Spielbergs und M. Night Shyamalans. Auch er zog den Vergleich zu Unheimliche Begegnung der dritten Art sowie im Fall der Figurenkonstellation zu Spielbergs Der weiße Hai. Scott lobte darüber hinaus die Chemie zwischen Daniel Kaluuya und Keke Palmer als Filmgeschwister sowie ebenso die Kameraarbeit, Guillaume Rocherons Spezialeffekte und Nicholas Monsours Schnitt.
Zu den enttäuschten Stimmen zählte Peter Bradshaw (The Guardian), der Peeles Film mit zwei von fünf möglichen Sternen bewertete. Zwar lobte er die Kamera und Keke Palmer, kritisierte aber das Drehbuch als viel zu überfrachtet. Auch vermisste er den typischen Key-&-Peele-Humor. Zwar zog Bradshaw auch positive Vergleiche zu Werken Spielbergs wie zuvor A. O. Scott, aber auch kritische zu Arbeiten Shyamalans (Signs – Zeichen, The Happening). Nope sei für Peele ein Rückschritt und der Kritiker bedauerte Hauptdarsteller Kaluuya für seine Untätigkeit im Film, während Yeuns Figur zu kurz komme, die auch als alleinige Hauptfigur interessant gewesen wäre. Auch seien Kaluuya und Palmer als Filmgeschwister nicht überzeugend genug.

#### Deutschsprachiger Raum
Die Redaktion des deutschen Online-Portals Filmdienst wählte das Werk auf Platz vier der besten Filme des Jahres 2022, hinter Licorice Pizza, Der schlimmste Mensch der Welt und Everything Everywhere All at Once.
Sebastian Seidler (Filmdienst) sah einen bedächtigen Film, der seine Figuren ernst nehme und vergab vier von fünf möglichen Sternen. Die Figur von Keke Palmer verkörpere „das Sprunghafte der Internet-Generation, die in aufgekratzter Nervosität die ganze Welt zu einer Bühne machen“ wolle. Dem gegenüber stehe Daniel Kaluuya, der durch seine „knurrige Wortkargheit unentwegt an Clint Eastwood“ erinnere und „den klassischen Westernhelden mittels schwarzer Popkultur“ dekonstruiere. Peeles Regiearbeit handle „von der verzehrenden Sehnsucht nach (medialer) Sichtbarkeit“. Dies nutze das UFO aus, weshalb es sich als „furiose Metapher für die Aufmerksamkeitsökonomie, die der Plattformkapitalismus auf die Spitze getrieben hat“, eigne. Auch zog Seidler in Bezug auf die „allmächtige und tödliche Cloud“ einen Vergleich zum Suchmaschinen-Marktführer Google. Wie in der Nebengeschichte des Amok laufenden Affen zeichne Nope auch nicht unhistorisch „die Spuren dieser verzehrenden Gewalt nach, die sich durch das gesamte Showbiz ziehe“, so Seidler. Ähnliches erkannte Selina Hangartner (Filmbulletin). In Nope gehe es neben den Aufmerksamkeitsökonomien auch um so komplexe Dinge wie Blickhierarchien, und es sei dieser vielfältige Charakter des Films, seine Dichte an Fährten und Hinweisen, der wohl jeweils gleich viele Zuschauer erfreuen wie enttäuschen mag. Es sei spürbar, dass Peele diesmal mit noch mehr Budget und Special Effects hantieren durfte, so Hangartner, komme nun auch das großartige Sounddesign so richtig zu tragen. Wieder gebe es mit Corey Harts Song Sunglasses at Night von 1983 einen Popsong in wunderbarer Ohrwurm-Verzerrung, so wie bereits in Wir eine neugemischte Horrorversion von dem Rap-Lied I Got 5 on it eindringliches Leitmotiv war.
Daniel Moersener (Die Zeit) lobte den kurzen Filmtitel und Nope als „ein anderes, aufregenderes Mainstream-Kino“. Auch er bemerkte im Film die Anwesenheit „einer Gesellschaft des audiovisuellen Spektakels“. Peeles Regiearbeit sei „ein filmisches Spektakel, das nicht auf Überwältigung, sondern auf eine surrealistische Verrätselung“ abziele. „Ein Western, in dem nicht mit Pistolen, sondern allein mit Foto- und Filmkameras geschossen“ werde. „Ein Science-Fiction-Szenario ohne Außerirdische. Ein Horrorfilm, in dem die Protagonisten den ihnen begegnenden Schreckgestalten eine komische Abfuhr per Slang erteilen. Eine Geschichte, die mit einer finsteren religiösen Prophezeiung“ beginne „und mit einem profanen Wunder“ ende, so Moersener. Die Tötung des Vaters erinnerte ihn an den surrealistischen Kurzfilm Ein andalusischer Hund.
Michael Hille (TV Spielfilm) attestiert Nope „Aufnahmen, wie sie nur auf der ganz großen Leinwand ihren Zauber und ihren Schrecken entfalten“ und findet, Peele gehe über Spektakelkino hinaus: „Es ist ein Film über unser Bedürfnis nach Spektakel. Nicht nur geht es um die Macht von Bildern (nur mit Fotos kann die Existenz eines UFOs bewiesen werden), sondern um die tödliche Gefahr unseres Spektakeldrangs. Ihre Lust und Sensationsgier darauf, einen Blick auf das mögliche UFO zu werfen, bringt OJ und seine Schwester erst in Lebensgefahr. Sie werden freiwillig zu Jägern und machen sich damit zu Gejagten. Sie setzen ihr Leben, ihre Geschichte und ihr Wissen für ein Bewegtbild aufs Spiel.“ Man könne Nope als Kritik am aktuellen Blockbuster-Kino lesen, „an der Hollywood-Maxime, alles immer größer, höher und spektakulärer gestalten zu müssen“. Hille erkennt „verblüffende Parallelen“ zu Peeles Lieblingsfilm Der weiße Hai und konstatiert, mit Nope steige Peele „in die Ruhmeshallen seiner Vorbilder auf“.
Tobias Kniebe (Süddeutsche Zeitung) zeigte sich reservierter und warf Peele „eine gewisse Nachlässigkeit“ beziehungsweise „Chuzpe“ vor, nachdem er für seine dritte Regiearbeit „alle Freiheiten in Hollywood“ erhalten habe. Kniebe kritisierte das Drehbuch, da es im Vergleich zu Spielbergs Unheimliche Begegnung der dritten Art logische Fehler enthalte, während die Hauptfiguren OJ und Emerald „eher Skizzen als vollständige Figuren“ seien. Die Sequenzen in seinem Film würden sich wiederholen, „nur jedes Mal noch größer“. Kniebe lobte einzig die spektakuläre Kamera von Hoyte van Hoytema.
Der Film wurde von der unabhängigen Jury der Deutschen Film- und Medienbewertung (FBW) mit dem höchstmöglichen Prädikat „besonders wertvoll“ ausgezeichnet. In ihrer Begründung urteilte sie, dass Peeles Regiearbeit ein federleichter „Genremix zwischen Horror, Sci-Fi und Western“ mit einer „präzisen Spannungsdramaturgie“ sei. Peeles Regiearbeit könne in viele Richtungen gelesen werden und reflektiere zahlreiche Themen wie den Umgang mit und „den Missbrauch von Tieren, die Marginalisierung der Schwarzen in der Filmgeschichte, die Medien als eine Art konstanter Überwachung, die Gier nach medialer Aufmerksamkeit“. Auf der Tonebene erschaffe der Film „eine Art Kopfkino-Symphonie aus Musik, Effektgeräuschen und einer wohl temperierten tonalen Atmosphäre“.
Darüber hinaus wurde Nope von der Redaktion der Filmzeitschrift Cahiers du cinéma auf Platz drei der besten Filme des Jahres 2022 gewählt, hinter Pacifiction und Licorice Pizza.

### Einsatz im Unterricht
Das Onlineportal kinofenster.de empfiehlt Nope für die Unterrichtsfächer Englisch, Deutsch, Geschichte, Medienkunde und Kunst und bietet Materialien zum Film für den Unterricht. Dort schreibt Dominique Ott-Despoix, fächerübergreifend liege zunächst eine Einordnung der zahlreichen filmhistorischen Referenzen in Nope nahe, so die Frage, wie Muybridges Chronofotografie vom galoppierenden Pferd zustande kam oder zu welcher Zeit Filmkameras mit einer Kurbel betrieben wurden. Filmanalytisch interessant seien zudem sowohl die verschiedenen Genremerkmale als auch explizite Filmreferenzen wie etwa Der Weg der Verdammten von Sidney Poitier, Unheimliche Begegnung der dritten Art von Steven Spielberg oder Akira von Katsuhiro Otomo. Neben den Science-Fiction-, Western- und Horrorgenres sei im Finale der Fokus auf Suspense und die Nähe zum Thriller nennenswert, wobei der Einsatz der aufblasbaren „Tubeman“-Figuren besonders auffällig sei, um akustisch und visuell Spannung zu erzeugen. In Geschichte und Englisch lasse sich mit einer Hintergrundrecherche zu schwarzen Cowboys die Problematik von deren Darstellung und (Nicht-)Repräsentanz im Western vertiefen. Ebenfalls biete sich eine Figurenanalyse des Geschwisterpaars an, deren Gegensätzlichkeit auch über das Kostümbild vermittelt werde.

### Auszeichnungen
Nope wurde in der Filmpreissaison 2022/23 für bisher mehr als 70 Auszeichnungen nominiert, von denen das Werk neun gewinnen konnte. Zu den erhaltenen Ehrungen zählen ein Saturn Award für den besten Science-Fiction-Film sowie der Preis des New York Film Critics Circle für Schauspielerin Keke Palmer. Die Filmmusik und die visuellen Effekte gelangten auch auf die Shortlist (Vorauswahl der besten zehn beziehungsweise fünfzehn Filme) der Oscarverleihung 2023.
| Filmpreis                                             | Kategorie                                                  | Resultat         | Preisträger/ Nominierte                                                          |
| ----------------------------------------------------- | ---------------------------------------------------------- | ---------------- | -------------------------------------------------------------------------------- |
| AAFCA Awards 2023                                     | Innovator Award                                            | Gewonnen         | Michael Abels                                                                    |
| AFI Awards 2022                                       | Film des Jahres                                            | Gewonnen         | k. A.                                                                            |
| Art Directors Guild Awards 2023                       | Bestes Szenenbild eines Fantasyfilms                       | Nominiert        | Ruth De Jong                                                                     |
| Black Reel Awards 2023                                | Beste Kamera                                               | Gewonnen         | Hoyte van Hoytema                                                                |
| Black Reel Awards 2023                                | Bester Film                                                | Nominiert        | Jordan Peele, Ian Cooper                                                         |
| Black Reel Awards 2023                                | Beste Regie                                                | Nominiert        | Jordan Peele                                                                     |
| Black Reel Awards 2023                                | Bestes Drehbuch                                            | Nominiert        | Jordan Peele                                                                     |
| Black Reel Awards 2023                                | Bester Hauptdarsteller                                     | Nominiert        | Daniel Kaluuya                                                                   |
| Black Reel Awards 2023                                | Beste Nebendarstellerin                                    | Nominiert        | Keke Palmer                                                                      |
| Black Reel Awards 2023                                | Beste Filmmusik                                            | Nominiert        | Michael Abels                                                                    |
| Black Reel Awards 2023                                | Bestes Szenenbild                                          | Nominiert        | Ruth De Jong                                                                     |
| Chicago Film Critics Association Awards 2022          | Beste visuelle Effekte                                     | Nominiert        | k. A.                                                                            |
| Critics’ Choice Super Awards 2023                     | Bester Science-Fiction-/Fantasyfilm                        | Nominiert        | k. A.                                                                            |
| Critics’ Choice Super Awards 2023                     | Bester Schauspieler in einem Science-Fiction-/Fantasyfilm  | Nominiert        | Daniel Kaluuya                                                                   |
| Critics’ Choice Super Awards 2023                     | Beste Schauspielerin in einem Science-Fiction-/Fantasyfilm | Nominiert        | Keke Palmer                                                                      |
| Golden Reel Awards 2023                               | Bester Tonschnitt – Effekte und Geräusche                  | Nominiert        | Johnnie Burn                                                                     |
| Hollywood Critics Association Midseason Awards 2022   | „Meisterwarteter Film“                                     | Gewonnen         | k. A.                                                                            |
| Hollywood Music In Media Awards 2022                  | Beste Musik – Horrorfilm                                   | Nominiert        | Michael Abels                                                                    |
| Los Angeles Film Critics Association Awards 2022      | Beste Kamera                                               | Nominiert        | Hoyte van Hoytema                                                                |
| Indiana Film Journalists Association Awards 2022      | Beste Kamera                                               | Gewonnen         | Hoyte van Hoytema                                                                |
| Make-Up Artists and Hair Stylists Guild Awards 2023   | Bestes zeitgenössisches Make-up                            | Nominiert        | Shutchai Tym Buacharern, Jennifer Zide-Essex, Eleanor Sabaduquia, Kato De Stefan |
| MTV Movie & TV Awards 2023                            | Bester Film                                                | Nominiert        | k. A.                                                                            |
| MTV Movie & TV Awards 2023                            | Beste Schauspielleistung                                   | Nominiert        | Keke Palmer                                                                      |
| MTV Movie & TV Awards 2023                            | Beste komödiantische Darbietung                            | Nominiert        | Keke Palmer                                                                      |
| NAACP Image Awards 2023                               | Bestes Drehbuch                                            | Nominiert        | Jordan Peele                                                                     |
| NAACP Image Awards 2023                               | Bester Hauptdarsteller                                     | Nominiert        | Daniel Kaluuya                                                                   |
| National Society of Film Critics Awards 2023          | Beste Kamera                                               | Zweitplatzierter | Hoyte van Hoytema                                                                |
| New York Film Critics Circle Awards 2022              | Beste Nebendarstellerin                                    | Gewonnen         | Keke Palmer                                                                      |
| New York Film Critics Online Awards 2022              | Beste Kamera                                               | Gewonnen         | Hoyte van Hoytema                                                                |
| Online Association of Female Film Critics Awards 2022 | Beste Kamera                                               | Gewonnen         | Hoyte van Hoytema                                                                |
| Online Film Critics Society Awards 2023               | Bester Film                                                | Nominiert        | k. A.                                                                            |
| Online Film Critics Society Awards 2023               | Bestes Originaldrehbuch                                    | Nominiert        | Jordan Peele                                                                     |
| Online Film Critics Society Awards 2023               | Beste Kamera                                               | Nominiert        | Hoyte van Hoytema                                                                |
| Online Film Critics Society Awards 2023               | Beste visuelle Effekte                                     | Nominiert        | k. A.                                                                            |
| People’s Choice Awards 2022                           | Bester Film                                                | Nominiert        | k. A.                                                                            |
| People’s Choice Awards 2022                           | Bestes Filmdrama                                           | Nominiert        | k. A.                                                                            |
| People’s Choice Awards 2022                           | Beste Schauspielerin                                       | Nominiert        | Keke Palmer                                                                      |
| People’s Choice Awards 2022                           | Bester Schauspieler                                        | Nominiert        | Daniel Kaluuya                                                                   |
| People’s Choice Awards 2022                           | Beste Schauspielerin – Drama                               | Nominiert        | Keke Palmer                                                                      |
| People’s Choice Awards 2022                           | Bester Schauspieler – Drama                                | Nominiert        | Daniel Kaluuya                                                                   |
| Phoenix Critics Circle Awards 2022                    | Beste Nebendarstellerin                                    | Gewonnen         | Keke Palmer                                                                      |
| Saturn-Award-Verleihung 2022                          | Bester Science-Fiction-Film                                | Gewonnen         | k. A.                                                                            |
| Saturn-Award-Verleihung 2022                          | Beste Regie                                                | Nominiert        | Jordan Peele                                                                     |
| Saturn-Award-Verleihung 2022                          | Bestes Drehbuch                                            | Nominiert        | Jordan Peele                                                                     |
| Saturn-Award-Verleihung 2022                          | Bester Hauptdarsteller                                     | Nominiert        | Daniel Kaluuya                                                                   |
| Saturn-Award-Verleihung 2022                          | Beste Musik                                                | Nominiert        | Michael Abels                                                                    |
| St. Louis Film Critics Association Awards 2022        | Bester Horrorfilm                                          | Gewonnen         | k. A.                                                                            |
| Sunset Film Circle Awards 2022                        | Bester Horrorfilm                                          | Nominiert        | k. A.                                                                            |
| Writers Guild of America Awards 2023                  | Bestes Originaldrehbuch                                    | Nominiert        | Jordan Peele                                                                     |

## Synchronisation
Die deutsche Synchronisation entstand nach einem Dialogbuch von Sven Hasper und der Dialogregie von ihm und Nico Sablik im Auftrag der RC Production GmbH & Co. KG, Berlin.
| Darsteller      | Synchronsprecher     | Rolle             |
| --------------- | -------------------- | ----------------- |
| Daniel Kaluuya  | Nico Sablik          | OJ Haywood        |
| Keke Palmer     | Giovanna Winterfeldt | Emerald Haywood   |
| Wrenn Schmidt   | Anne Düe             | Amber Park        |
| Brandon Perea   | Max Felder           | Angel Torres      |
| Michael Wincott | Oliver Stritzel      | Antlers Holst     |
| Eddie Jemison   | Tobias Lelle         | Buster            |
| Oz Perkins      | Otto Strecker        | Fynn Bachman      |
| Keith David     | Axel Lutter          | Otis Haywood Sr.  |
| Steven Yeun     | Sven Hasper          | Ricky „Jupe“ Park |
| Devon Graye     | Roman Wolko          | Ryder Muybridge   |